# Angelphytum aspilioides
Angelphytum aspilioides là một loài thực vật có hoa trong họ Cúc. Loài này được (Griseb.) H.Rob. mô tả khoa học đầu tiên năm 1984.